# چاه محمدامین
چاه محمدامین روستایی است در استان خراسان رضوی، شهرستان بردسکن، بخش انابد، دهستان صحرا.

## جمعیت
بر اساس سرشماری سال ۱۳۸۵ جمعیت آن ۸۶ نفر با ۲۲ خانوار بوده‌است.